# Rio Aluniș (Turia)
O Rio Aluniş (Turia) é um rio da Romênia afluente do rio Valea Gorganului, localizado no distrito de Covasna.